# Gustaf Wretman
Gustaf Caesar Laurentius Wretman (Stoccolma, 10 agosto 1888 – 17 ottobre 1949) è stato un nuotatore svedese.
Prese parte alle gare di nuoto dei Giochi olimpici intermedi del 1906; gareggiò nella staffetta 4x250m stile libero, con la squadra svedese, composta anche da Nils Regnell, Harald Julin e Charles Norelius, piazzandosi quinto. Partecipò alla gara del 1 miglio stile libero, arrivando nelle ultime posizioni.
Partecipò alle gare di nuoto della V Olimpiade di Londra del 1908. Arrivò terzo nel primo turno dei 1500m stile libero, con un tempo di 28'40"8 e terzo nella semifinale della staffetta 4x200m stile libero, con la squadra svedese. Partecipò anche alla gara dei 100 metri dorso, fermandosi al primo turno.